# Крампус
Iрампус във фолклорните традиции на Централна Европа представлява същество с демоничен характер, което наподобява едновременно човек и козел и чийто образ вероятно е свързан с популярните представи за външния вид и нрава на този, който погубва човешките душа и тяло (тоест сатаната). Според легендите за Крампус той дълго време виленеел и вършел пакости и злосторства по празниците, но Свети Николай успял да го плени и завърже с верига, поради което той станал негов чест спътник, а дори – и предшественик-известител на празника на светеца, който е натоварен от него с това да открива кои деца са слушали и кои – не, така че послушните да получат подаръци, а непослушните – наказания (понякога – въглени в обувките, оставени от чудовището в деня преди този на светеца или преди Коледа). В Австрия, Бавария, Хърватия, Чехия, Унгария, Северна Италия, включително Южен Тирол, Словакия и Словения, обичаите, свързани с Крампус, варират, но общото е, че той е нещо като антипод на Свети Николай, напомнящ на децата, че лошото възпитание се наказва. В някои традиции има не един Крампус, а група крампуси, придружаващи Добрия старец, понякога и в компанията на други персонажи. Обичаен атрибут на съществото освен веригата (понякога със закачени звънчета по нея) е и торба или кош, служещ му да плаши децата и в някои случаи да отмъква в него някое от тях, както и камшик, с който евентуално да ги бие.
Особено характерен за Австрия, този образ на страшилище е приеман там нееднозначно и дори известно време е подложен на преследване и цензура от страна на местната, властвала непосредствено преди Аншлуса, националистическа партия „Отечествен фронт“ (на немски: Vaterländische Front), но впоследствие е отново популяризиран както там, така и в Германия.
В традиционни паради и празненства, като Крампуслауф, които всяка година се провеждат в повечето алпийски курорти участват млади хора, облечени като Крампус. Съществуват и поздравителни картички с лика на Крампус – Krampuskarten.